# Världsmästerskapet i handboll för damer 1971
Världsmästerskapet i handboll för damer 1971 spelades i Nederländerna under perioden 11-19 december 1971. Östtyskland vann turneringen före Jugoslavien och Ungern.   

## Inledande omgång

### Grupp A
| Nr | Lag          | S | V | O | F | GM | IM | MS | P |
| -- | ------------ | - | - | - | - | -- | -- | -- | - |
| 1  | Danmark      | 2 | 2 | 0 | 0 | 23 | 18 | +5 | 4 |
| 2  | Västtyskland | 2 | 1 | 0 | 1 | 21 | 19 | +2 | 2 |
| 3  | Japan        | 2 | 0 | 0 | 2 | 14 | 21 | −7 | 0 |

| Hemma \ Borta | Danmark | Japan | Västtyskland |
| Danmark       | —       | 11–7  | 12–11        |
| Japan         | —       | —     | —            |
| Västtyskland  | —       | 10–7  | —            |

### Grupp B
| Nr | Lag         | S | V | O | F | GM | IM | MS | P |
| -- | ----------- | - | - | - | - | -- | -- | -- | - |
| 1  | Jugoslavien | 2 | 1 | 1 | 0 | 26 | 19 | +7 | 3 |
| 2  | Rumänien    | 2 | 1 | 1 | 0 | 20 | 18 | +2 | 3 |
| 3  | Norge       | 2 | 0 | 0 | 2 | 13 | 21 | −8 | 0 |

| Hemma \ Borta | Socialistiska federativa republiken Jugoslavien | Norge | Rumänien |
| Jugoslavien   | —                                               | 14–7  | 12–12    |
| Norge         | —                                               | —     | —        |
| Rumänien      | —                                               | 8–6   | —        |

### Grupp C
| Nr | Lag           | S | V | O | F | GM | IM | MS  | P |
| -- | ------------- | - | - | - | - | -- | -- | --- | - |
| 1  | Östtyskland   | 2 | 2 | 0 | 0 | 24 | 16 | +8  | 4 |
| 2  | Ungern        | 2 | 1 | 0 | 1 | 20 | 12 | +8  | 2 |
| 3  | Nederländerna | 2 | 0 | 0 | 2 | 11 | 27 | −16 | 0 |

| Hemma \ Borta | Nederländerna | Ungern | Östtyskland |
| Nederländerna | —             | —      | —           |
| Ungern        | 12–3          | —      | 15–8        |
| Östtyskland   | —             | 9–8    | —           |

## Huvudturnering

### Grupp 1
| Nr | Lag         | S | V | O | F | GM | IM | MS | P |
| -- | ----------- | - | - | - | - | -- | -- | -- | - |
| 1  | Östtyskland | 2 | 2 | 0 | 0 | 24 | 17 | +7 | 4 |
| 2  | Rumänien    | 2 | 0 | 1 | 1 | 20 | 21 | −1 | 1 |
| 3  | Danmark     | 2 | 0 | 1 | 1 | 16 | 22 | −6 | 1 |

| Hemma \ Borta | Danmark | Rumänien | Östtyskland |
| Danmark       | —       | —        | —           |
| Rumänien      | 10–9    | —        | —           |
| Östtyskland   | 12–7    | 12–10    | —           |

### Grupp 2
| Nr | Lag          | S | V | O | F | GM | IM | MS | P |
| -- | ------------ | - | - | - | - | -- | -- | -- | - |
| 1  | Jugoslavien  | 2 | 2 | 0 | 0 | 23 | 14 | +9 | 4 |
| 2  | Ungern       | 2 | 1 | 0 | 1 | 18 | 22 | −4 | 2 |
| 3  | Västtyskland | 2 | 0 | 0 | 2 | 18 | 23 | −5 | 0 |

| Hemma \ Borta | Socialistiska federativa republiken Jugoslavien | Ungern | Västtyskland |
| Jugoslavien   | —                                               | 12–6   | 11–8         |
| Ungern        | —                                               | —      | 12–10        |
| Västtyskland  | —                                               | —      | —            |

## Placeringsmatcher

### Spel om sjunde- till niondeplats
| Nr | Lag           | S | V | O | F | GM | IM | MS | P |
| -- | ------------- | - | - | - | - | -- | -- | -- | - |
| 7  | Norge         | 2 | 1 | 1 | 0 | 20 | 19 | +1 | 3 |
| 8  | Nederländerna | 2 | 1 | 0 | 1 | 20 | 19 | +1 | 2 |
| 9  | Japan         | 2 | 0 | 1 | 1 | 23 | 25 | −2 | 1 |

| Hemma \ Borta | Japan | Nederländerna | Norge |
| Japan         | —     | —             | —     |
| Nederländerna | 13–11 | —             | —     |
| Norge         | 12–12 | 8–7           | —     |

### Match om femteplats
|  |  | Västtyskland | 13 – 90 | Danmark |  |  |
|  |  |              |         |         |  |  |
|  |  |              |         |         |  |  |
|  |  |              |         |         |  |  |

### Match om tredjeplats
|  |  | Ungern | 12 – 11 | Rumänien |  |  |
|  |  |        |         |          |  |  |
|  |  |        |         |          |  |  |
|  |  |        |         |          |  |  |

### Final
|  |  | Östtyskland | 11 – 80 | Jugoslavien |  |  |
|  |  |             |         |             |  |  |
|  |  |             |         |             |  |  |
|  |  |             |         |             |  |  |

## Slutställning
| 1 | Östtyskland   |
| 2 | Jugoslavien   |
| 3 | Ungern        |
| 4 | Rumänien      |
| 5 | Västtyskland  |
| 6 | Danmark       |
| 7 | Norge         |
| 8 | Nederländerna |
| 9 | Japan         |